# 奧薩縣

奧薩縣在蓬塔雷納斯省的位置

8°53′38″N 83°30′51″W / 8.89389°N 83.51417°W
奧薩縣（西班牙語：Cantón de Osa），是哥斯達黎加蓬塔雷納斯省的縣份，位於該國西部，首府設於科爾特斯城，始建於1914年6月26日，面積1,930.24平方公里，2011年人口29,433人，人口密度每平方公里15.25人。

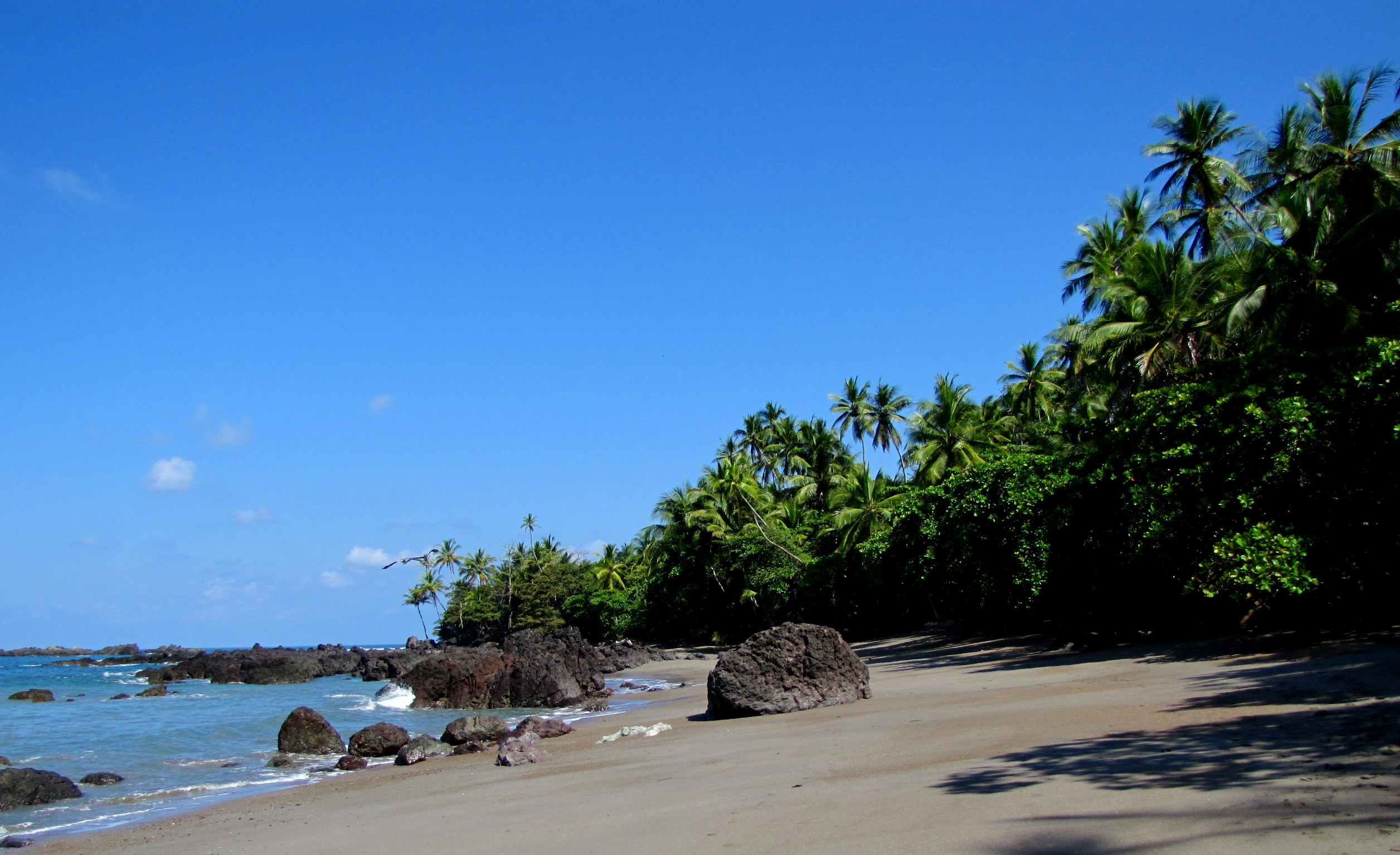